# Hoche (stacja metra)
Hoche – stacja linii nr 5 metra  w Paryżu. Stacja znajduje się w gminie Pantin.  Została otwarta 12 października 1942 r.